# Кармелитки Милосердия Ведруны
Кармелитки Милосердия Ведруны (исп. Hermanas de la Caridad de Carmelitas Vedruna) или Конгрегация Сестер Кармелиток Милосердия Ведруны (лат. Congregatio Sororum Carmelitarum Caritatis de Vedruna) — женский институт посвящённой жизни в Римско-католической церкви, основанный 26 февраля 1826 года в Вик в Каталонии, в Испании святой Иоакимой Святого Франциска (Де Ведруна де Мас) и утверждённый 5 августа 1857 года Святым Престолом. Институт является ветвью регулярных терциариев Ордена Кармелитов и обозначается аббревиатурой C.C.V.

## История
26 февраля 1826 года в городе Вик (Каталония) бывшая вдова и многодетная мать Хоакина Де Ведруна де Мас, взявшая в монашеском постриге имя Иоакимы Святого Франциска, по благословению духовника Стефана из Олота основала Конгрегацию Терциарных Сестер Святейшей Марии Кармельской. Эта конгрегация позднее была переименована в Конгрегацию Кармелиток Милосердия Ведруны. Деятельность института носила созерцательно-апостольский характер. Сёстры ухаживали за больными в госпиталях и занимались воспитанием и образованием детей, главным образом из малоимущих семей и сирот.
Во время Первой Карлистской войны (1833—1839) конгрегация была вынуждена на время перенести резиденцию во Францию, где на границе с Испанией сёстры продолжили ухаживать за больными в госпитале.
5 августа 1857 года конгрегация получила от Святого Престола декрет одобрения. 14 сентября 1860 года конгрегация стала ветвью регулярных терциариев Ордена Кармелитов. Вскоре было основано много новых общин и в 1866 году конгрегация была разделена на две провинции: Каталонскую и Кастильскую.
20 июля 1880 года Римский папа Лев XIII утвердил Конституции конгрегации, написанные святым Антонием Марией Кларетом.
Во время Гражданской войны в Испании (1934—1936 гг.) конгрегация подверглась гонениям со стороны республиканских властей. Дома конгрегации были разорены, многие сестры убиты. Некоторые из сестёр, претерпевших мученическую смерть, были причислены к лику блаженных.

## В настоящее время
В 2008 году 2012 сестер служили в 280 домах конгрегации в Колумбии, Венесуэле, Перу, Боливии, Парагвае, Уругвае, Бразилии, Чили, Аргентине, Индии, Японии, Того, Экваториальной Гвинее, ДРК, Эритрее, Габоне, США, Испании, Италии, Албании, Гаити, Доминиканской республике, Пуэрто-Рико и на Кубе, Филиппинах и Тайване. Главный дом конгрегации находится в Риме.

### Деятельность
Кармелитки Милосердия Ведруны ведут созерцательный образ жизни в духе кармелитов, сочетая его с апостольским служением в сфере образования и ухода за больными. Сестры опекают детские приюты, работают учителями в школах и медицинскими сестрами в медицинских учреждениях, принимают активное участие в программах по борьбе с бедностью и по защите окружающей среды.
Конгрегация привлекает к активному участию в социальных проектах и мирян. Светское движение, представляет собой автономные общества, объединённые в ассоциацию, в которой каждая группа действует по программе, основанной на уставе и харизме конгрегации и учитывающей специфические особенности и реальности, в которых живут члены этой группы. Сегодня движение мирян Ведруны действует в США, ДРК, Пуэрто-Рико, Колумбии, Аргентине, Чили, Боливии, Уругвае, Бразилии, Перу, Венесуэле, Испании и на Кубе.
В рамках этого движения реализовывается молодёжный проект Добровольцы Ведруны, направленный на борьбу с бедностью, развитие межкультурного и межконфиссионального диалога и усиления солидарности в обществе в защиту справедливости и мира.
В 2001 году конгрегация стала одной из основательниц межобщинной организации UNANIMA, представляющей собой коалицию из монашеских общин, чьей миссией является живое свидетельство о Христе на всех континентах. Члены этой организации сотрудничают с ООН в оказании помощи женщинам и детям, живущим в условиях нищеты и иммигрантам и беженцам.

## Покровители конгрегации
Главной покровительницей конгрегации является Божия Матерь Кармельская. Основательница института причислена к лику блаженных 19 мая 1940 года и канонизирована 12 апреля 1959 года.